# Homotopia

Homotopia między kubkiem a obwarzankiem (torusem).

Homotopia – ciągłe przejście między dwoma przekształceniami ciągłymi przestrzeni topologicznych, tj. takie, za pomocą którego można w jednostce czasu w wyniku ciągłej deformacji z jednego przekształcenia otrzymać drugie. Działem matematyki, w którym się je rozważa, jest teoria homotopii, gałąź topologii algebraicznej.
Pojęcie homotopii prowadzi do homotopijnej równoważności, relacji równoważności, która pozwala na bardziej elastyczną niż relacja homeomorfizmu klasyfikację przestrzeni topologicznych zachowując przy tym ważne ich własności w obrębie jednej klasy równoważności (klasy homotopii).

## Definicja
Niech {\displaystyle f,g\colon X\to Y} będą przekształceniami ciągłymi określonymi na przestrzeniach topologicznych oraz {\displaystyle I=[0,1]\subset \mathbb {R} } będzie przedziałem jednostkowym. Jeżeli istnieje ciągłe odwzorowanie {\displaystyle H\colon X\times I\to Y} takie, że {\displaystyle f(x)=H(x,0)} oraz {\displaystyle g(x)=H(x,1)} dla {\displaystyle x\in X,} to nazywa się je homotopią przekształceń {\displaystyle f} i {\displaystyle g} i oznacza {\displaystyle f\sim g,} same przekształcenia nazywa się wtedy homotopijnymi.

### Rodziny przekształceń
Homotopia {\displaystyle H\colon X\times I\to Y} określa rodzinę przekształceń {\displaystyle f_{t}\colon X\to Y} taką, że {\displaystyle f_{t}(x)=H(x,t),} ciągłą ze względu na każdy ze swoich argumentów, przy czym {\displaystyle f_{0}=f} oraz {\displaystyle f_{1}=g.}
Homotopia {\displaystyle H} wyznacza również rodzinę dróg {\displaystyle h_{x}\colon I\to Y,\;h_{x}(t)=H(x,t)} łączących {\displaystyle f(x)} z {\displaystyle g(x)} dla {\displaystyle x\in X.}

### Ściągalność i gwiaździstość
Przestrzeń {\displaystyle X} nazywa się ściągalną, jeżeli {\displaystyle \operatorname {id} _{X}} jest homotopijna z przekształceniem stałym {\displaystyle \varepsilon _{a}(x)=a} dla pewnego punktu {\displaystyle a\in X.}
Dla podzbiorów przestrzeni euklidesowej, gdzie określona jest różniczkowalność można nakładać dodatkowe warunki na ściągalność zbioru. Obszar {\displaystyle D\subseteq \mathbb {R} ^{n}} nazywa się ściągalnym różniczkowalnie do punktu {\displaystyle x_{0}\in D,} jeśli istnieje odwzorowanie ciągłe klasy {\displaystyle C^{1},} {\displaystyle D\times [0,1]\ni (x,t)\mapsto h(x,t)\in D} takie, że dla każdego {\displaystyle x\in D}
{\displaystyle h(x,0)=x_{0},\;h(x,1)=x.}
Obszar {\displaystyle D\subseteq \mathbb {R} ^{n}} określa się jako gwiaździsty względem punktu {\displaystyle x_{0}\in D,} jeśli dla każdego {\displaystyle x\in D} odcinek łączący punkt {\displaystyle x} z {\displaystyle x_{0}} zawiera się w {\displaystyle D,} tj. {\displaystyle \{y\colon y=x_{0}+t(x-x_{0}),t\in [0,1]\}\subseteq D.}
Łatwo wykazać, że zbiór gwiaździsty względem punktu {\displaystyle x_{0}} jest ściągalny do {\displaystyle x_{0}.} Żądane odwzorowanie {\displaystyle h} jest postaci {\displaystyle h(x,t):=x_{0}+t(x-x_{0}).} Dla obszarów ściągalnych zachodzi lemat Poincarégo.

### Relacja równoważności
Dla ustalonych przestrzeni topologicznych {\displaystyle X,Y} relacja homotopii w przestrzeni funkcji ciągłych {\displaystyle C(X,Y)} jest relacją równoważności. Jej klasy równoważności nazywa się klasami homotopii.
Zwrotność jest oczywista, symetria polega na odwróceniu przechodzenia po przedziale {\displaystyle I,} przechodniość wynika ze składania odwzorowań: pierwsza połowa {\displaystyle I} służy do przejścia po pierwszym odwzorowaniu, druga – po drugim, złożenie odwzorowań ciągłych jest ciągłe.

### Przykłady
- Jeśli {\displaystyle Y=\mathbb {R} ^{m},} to funkcje {\displaystyle f} i {\displaystyle g} są zawsze homotopijne między sobą. Wystarczy przyjąć {\displaystyle H(x,t)=f(x)+t\left(g(x)-f(x)\right).}
- Jeśli {\displaystyle X=Y=\mathbb {S} ^{m}} – {\displaystyle m}-wymiarowa sfera jednostkowa, to powyższe nie jest prawdą. Na przykład identyczność i funkcja stała nie są homotopijne[2].

## Przedłużanie homotopii
Zachodzi następujące twierdzenie Borsuka o przedłużaniu homotopii, sformułowane przez Karola Borsuka w 1937:
Niech {\displaystyle X} będzie przestrzenią normalną, a {\displaystyle M} jej domkniętą podprzestrzenią. Jeśli {\displaystyle f,g\colon M\to \mathbb {S} ^{m}} są homotopijne oraz {\displaystyle f} jest przedłużalne na {\displaystyle X,} to {\displaystyle g} jest przedłużalne na {\displaystyle X} oraz dla każdego przedłużenia {\displaystyle f} można znaleźć przedłużenie {\displaystyle g} z nim homotopijne.
Często, dla uproszczenia dowodu, zakłada się dodatkowo przeliczalną parazwartość przestrzeni {\displaystyle X.}

## Homotopijna równoważność
Przestrzenie {\displaystyle X} oraz {\displaystyle Y} są homotopijnie równoważne lub mają ten sam typ homotopii, jeżeli istnieją przekształcenia ciągłe {\displaystyle f\colon X\to Y} oraz {\displaystyle g\colon Y\to X} takie, że {\displaystyle g\circ f\sim \operatorname {id} _{X}} oraz {\displaystyle f\circ g\sim \operatorname {id} _{Y}.}
Homotopijna równoważność jest słabszą własnością klasyfikującą przestrzenie topologiczne niż homeomorficzność. Przestrzenie topologiczne o tym samym typie homotopii są nieodróżnialne na gruncie teorii homotopii i homologii. Przede wszystkim wszystkie grupy homotopii i homologii przestrzeni homotopijnie ze sobą równoważnych są izomorficzne.

### Przykłady
- Przestrzeń ściągalna {\displaystyle X} jest homotopijnie równoważna z przestrzenią jednopunktową {\displaystyle Y=\{a\},} ponieważ {\displaystyle \operatorname {id} _{Y}\circ \varepsilon _{a}=\varepsilon _{a}\sim \operatorname {id} _{X}} oraz {\displaystyle \varepsilon _{a}\circ \operatorname {id} _{Y}=\operatorname {id} _{Y}} dla {\displaystyle \varepsilon _{a}(x)=a} dla dowolnego {\displaystyle x\in X.}
- Zbiory {\displaystyle X=[0,1]} i {\displaystyle Y=(0,1)} z topologią euklidesową są homotopijnie równoważne, lecz nie są homeomorficzne (z powodu zwartości pierwszej przestrzeni i braku zwartości drugiej).
- Okrąg jednostkowy {\displaystyle \mathbb {S} ^{1}} jest homotopijnie równoważny z płaszczyzną bez punktu, {\displaystyle \mathbb {R} ^{2}\setminus \{0\},} te przestrzenie również nie są homeomorficzne z tego samego powodu (przy założeniu topologii euklidesowej).

## Literatura dodatkowa
- Roman Duda: Wprowadzenie do topologii. Cz. I. Topologia ogólna Cz. II. Topologia algebraiczna. Topologia rozmaitości. Warszawa: Państwowe Wydawnictwo Naukowe, 1986, seria: Biblioteka Matematyczna. Tom 61. ISBN 83-01-05714-9.
- S. Betley, J. Chaber, E. i R. Pol, Topologia I: wykłady i zadania, skrypt 2005
- Krzysztof Maurin: Analiza – Część I – Elementy. Warszawa: PWN, 1976. Brak numerów stron w książce